# Габре (община Толмин)
Вижте пояснителната страница за други значения на Габре.
Габре (на словенски: Gabrje) е село в Словения, регион Горишка, община Толмин. Според Националната статистическа служба на Република Словения през 2015 г. селото има 107 жители.